# 短沟道效应
短沟道效应（英語：short-channel effects）是当金属氧化物半导体场效应管的导电沟道长度降低到十几纳米、甚至几纳米量级时，晶体管出现的一些效应。这些效应主要包括阈值电压随着沟道长度降低而降低、漏致势垒降低、载流子表面散射、速度饱和、离子化和热电子效应。